# Begonia agusanensis
Espèce
Begonia  agusanensis est une espèce de plantes de la famille des Begoniaceae.
Ce bégonia est originaire de Mindanao, aux Philippines. L'espèce fait partie de la section Petermannia ; elle a été décrite en 1911 par le botaniste américain Elmer Drew Merrill (1876-1956). L'épithète spécifique, agusanensis, fait référence au fleuve Agusan.